# Louis Wilkins
Pour les articles homonymes, voir Wilkins.
Louis Gary « Lou » Wilkins (né le 10 décembre 1882 à Bourbon et décédé le 6 avril 1950) est un athlète américain spécialiste du saut à la perche. Il fut affilié au Chicago Maroons puis à la Chicago Athletic Association.

## Biographie

### Palmarès
| Date | Compétition           | Lieu        | Résultat | Performance |
| ---- | --------------------- | ----------- | -------- | ----------- |
| 1904 | Jeux olympiques d'été | Saint-Louis | 2e       | 3,35 m      |

### Records
| Épreuve          | Performance | Lieu | Date |
| ---------------- | ----------- | ---- | ---- |
| Saut à la perche | 3,43 m      |      | 1904 |